# Alois Hammer
Alois Hammer (* 27. September 1907 in Wien; † 27. Mai 1983 in Lustenau) war ein österreichischer Politiker (SPÖ) und Kaufmann. Er war von 1954 bis 1964 Abgeordneter zum Vorarlberger Landtag. 

## Ausbildung und Beruf
Alois Hammer absolvierte nach dem Besuch der Volksschule eine Lehre als Buchbinder in der niederösterreichischen Stadt St. Pölten und war in der Folge als Buchbinder in Spitz an der Donau, Bruck an der Mur, Baden bei Wien, Melk, Pöggstall, Gmunden, Zistersdorf und auch in der Schweiz tätig. Er machte sich 1932 als Buchbinder in Lustenau selbständig und wurde 1940 bis 1945 zum Kriegsdienst bzw. Grenzschutz verpflichtet. Nach dem Zweiten Weltkrieg war er von 1945 bis 1947 als Landesparteisekretär der SPÖ Vorarlberg beschäftigt, danach arbeitete er als selbständiger Kaufmann.

## Politik und Funktionen
Hammer war zunächst Mitglied der Sozialdemokratischen Partei und wurde nach dem Parteiverbot 1934 Mitglied der Revolutionären Sozialisten. Nach dem Zweiten Weltkrieg war er von 1947 bis 1950 sowie von April 1960 bis April 1975 Mitglied der Gemeindevertretung von Lustenau. In Lustenau wirkte er zudem als Mitglied des Ortsschulrates und als Mitglied des Kulturbeirates. In der Berufsvertretung war er als Ausschussmitglied der Sektion Handel der gewerblichen Wirtschaft Vorarlbergs engagiert, des Weiteren wirkte er ab 1954 als Mitglied im Buchhandelsgremium und ab 1959 als Mitglied im Papierhandelsgremium der Vorarlberger Handelskammer. Er war Stellvertretender Obmann des Freien Wirtschaftsverbandes und ab 1955 Kuratoriumsmitglied des Wirtschaftsförderungsinstituts (WIFI). Als Abgeordneter des Wahlbezirkes Feldkirch vertrat er die SPÖ vom 29. Oktober 1954 bis zum 28. Oktober 1964 im Vorarlberger Landtag, wo er Mitglied im Erziehungs- und Volksbildungsausschuss sowie im Rechts- bzw. Rechts- und Immunitätsausschuss war. Innerparteilich hatte er die Funktion des Bezirksparteiobmanns der SPÖ Dornbirn inne.

## Privates
Hammer wurde als Sohn eines Eisenbahngewerkschafters geboren. Seine Mutter verstarb bereits im Jahr 1919. Er war mit Agnes Barbisch verheiratet.